# Forsby (naturreservat)
Forsby är ett naturreservat i Västerviks kommun i Kalmar län.
Området är naturskyddat sedan 2001 och är 115 hektar stort. Reservatet ligger delvis i en sluttning mot Vindån och består av tallskog dominerar på höjdryggarna och grandominerad barrblandskog i sänkorna. höga bergspartier med hällmarkstallskog och lägre ner lövblandad barrskog och lundartad lövblandskog.